# موریتس‌گات
.

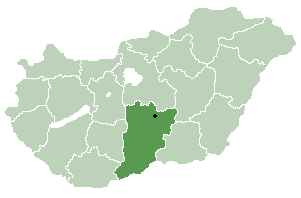
مکان موریتس‌گات در ناحیه باچ-کیش‌کون
در مجارستان

موریتس‌گات (به مجاری:  Móricgát) یک منطقهٔ مسکونی در مجارستان است که در ناحیه کیش‌کون‌مایشا واقع شده‌است. موریتس‌گات ۳۲٫۸۸ کیلومتر مربع مساحت و ۵۵۴ نفر جمعیت دارد.